# كاتينان

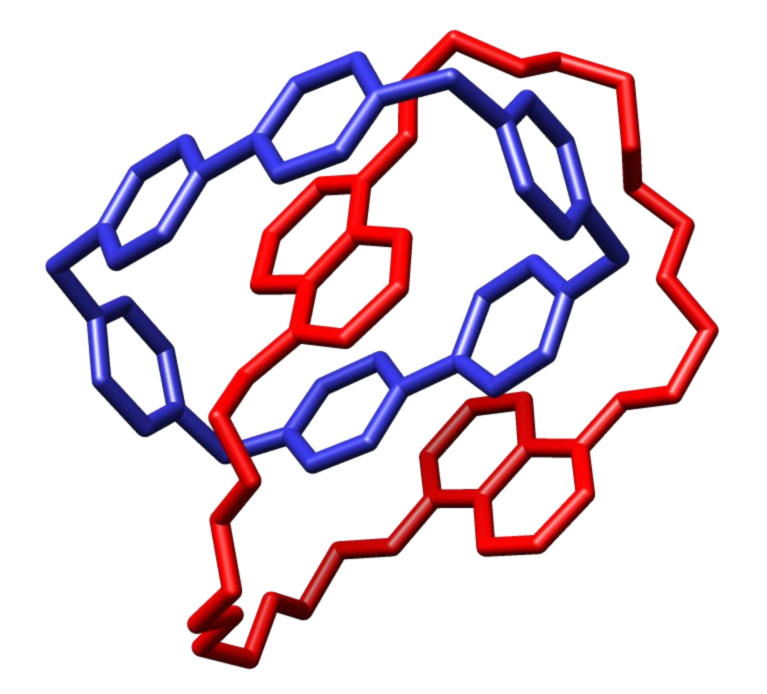
التركيب البلوري للكاتينان.

الكاتينان (بالإنجليزية: Catenane)‏، هو نوع من المركبات يحتوي على حلقتين كبيرتين أو أكثر متداخلتان مع بعضها البعض مثل تداخل الحلقات في السلسلة. ففي الكاتينان لا توجد روابط الكيميائية بين الحلقات و لكن ترتبط الحلقات فيما بينها بسبب روابط ميكانيكية.